# アリエッリ
アリエッリ（イタリア語: Arielli）は、イタリア共和国アブルッツォ州キエーティ県にある、人口約1,100人の基礎自治体（コムーネ）。

## 地理

### 位置・広がり

#### 隣接コムーネ
隣接するコムーネは以下の通り。
- カノーザ・サンニータ
- クレッキオ
- オルソーニャ
- ポッジョフィオリート

## 行政

### 分離集落
アリエッリには、以下の分離集落（フラツィオーネ）がある。
- Villa Carloni, San Romano, Colle Martino, Fonte delle Chiavi, Fonte delle pere, Fonte grande, Pescarese, Contrada Valle